# 小林由未子
小林 由未子（こばやし ゆみこ、1990年〈平成2年〉4月10日 - ）は、TBSアナウンサー。

## 人物・経歴
埼玉県出身。埼玉県立所沢高等学校卒業後、立教大学法学部入学。『日立 世界・ふしぎ発見!』のミステリーハンターに憧れ、中学時代にアナウンサーを志す。同大学在学中は、学業と並行してモデル事務所「booze」（ホリプロ傘下）に所属し「コルゲンコーワIB錠TX」（興和）のテレビCMや「ハンディカム」（ソニー）のスチールなど、数本の宣伝広告に出演した。保有資格、ピラティスインストラクター。
2013年、TBSテレビに入社。同期は国山ハセン・熊崎風斗・笹川友里（一般職で入社）。入社式のイベントを兼ねて行われた『ジョブチューン アノ職業のヒミツぶっちゃけます!』の収録が入社後初めてのテレビ出演となる。
2013年に行われた『夏サカス2013 笑顔の扉 デリシャカス〜番組グルメでおもてなし〜』における同期の国山・熊崎とともにイベントのPR活動を行う「デリシャカス食べ歩き隊」が、初仕事となった。その後、同年秋より主に報道・情報番組を担当している。
2020年2月7日にアナウンス部Instagramにて結婚したことを公表した。
2021年5月31日、自身がレギュラー出演する『Nスタ』の番組終盤にて第1子の妊娠を報告し、翌6月1日より産休に入った。11月27日、第1子男児出産を報告。

## 現在の出演番組
レギュラー番組
- ひるおび（スタジオ・月・木・金曜、ナレーション・火曜と水曜）
産休明けは全曜日通して午前午後枠で不定期にプレゼン担当、また本来担当しているプレゼンターが休演している場合に代理で登場することがあった。現在は毎週月・木・金曜日のプレゼンターを担当。
- ダンスdeコレオ（2024年10月 - ） - 進行役[10]

隔週レギュラー番組
- TBSレビュー（2025年2月9日 - ）
後輩アナウンサーの宇内梨沙（2015年入社）が2025年3月をもってTBSテレビを退職することに伴う後任。

## 過去の出演番組
レギュラー番組
- 早ズバッ!ナマたまご（月曜・火曜担当／2013年9月30日 - 2014年3月25日）
- 女子アナの罰（不定期出演／2013年11月27日 - 2014年3月26日）
- いっぷく!（木曜「出張! 極ウマ料理人」担当／2015年1月8日 - 3月26日）
- 所さんのニッポンの出番!（2014年10月21日 - 2016年9月13日）
- はやドキ!（月曜・火曜→水曜（出演終了時点）／2015年3月30日 - 2017年3月29日）
- JNNニュース（日曜昼枠キャスター／2017年3月27日 - 2019年3月31日）
- TBSニュース（主に日曜隔週キャスター／2017年3月27日 - 2019年3月31日）
- Nスタ（木曜・金曜→平日→水曜を除く平日→平日担当→木曜・金曜／2013年10月[11] - 2021年5月、2025年1月 -　2025年3月28日 )

単発出演など
- 開運音楽堂（2013年7月13日）
- 王様のブランチ（2013年8月10日、8月17日） - 出水麻衣の代役
- 2013三井住友VISA太平洋マスターズゴルフ「プロアマチャリティートーナメント」（2013年11月17日） - リポーター
- 世界ふしぎ発見!1300回スペシャル!ミステリーハンターが夢でした!（2013年12月14日） - 「ミステリーハンター最終オーディション」リポーター
- あさチャン!（2014年6月） - 週前半のスポーツ担当・石井大裕の代役
- アジア大会2014韓国仁川 - 現地キャスター
  - アジア大会2018ジャカルタ（同年8月） - 現地リポーター
- 世界陸上2015北京（同年8月） - 現地リポーター
  - 世界陸上2017ロンドン（同年8月） - 現地リポーター
- ニューイヤー駅伝2015 - 2018（各年1月1日） - 中継所リポーター
- リオデジャネイロオリンピック2016（同年8月） - 東京スタジオキャスター
  - 平昌オリンピック2018（同年2月） - 東京スタジオキャスター
- 音ボケPOPS（BS-TBS／2013年12月22日 - 2014年2月2日） - アシスタント
- 第2回AKB48グループ歌唱力No.1決定戦・予選（TBSチャンネル1／2019年9月12日、13日） - アシスタント
- 爆笑問題の日曜サンデー（TBSラジオ／2014年1月5日、8月17日、2015年1月4日、10月11日、2016年8月14日） - 「DJもずの音楽リクエスト」で赤坂サカスからの中継、カレールー販売対決
- 安住紳一郎の日曜天国（TBSラジオ／2017年5月14日ほか） - 「さばいてにち10」リポーター
- プレシャスサンデー（TBSラジオ／2018年9月16日） - 笹川友里の代役
- 土曜ワイドラジオTOKYO ナイツのちゃきちゃき大放送（TBSラジオ）
  - 中継リポーターとして
    - 2019年7月20日[12]・7月27日[13]・11月30日[14]、2020年3月7日[15]

  - レギュラー出演者の代理として
    - 2020年11月28日（出水麻衣の代理[16]）